# Äktenskap i den östortodoxa kyrkan

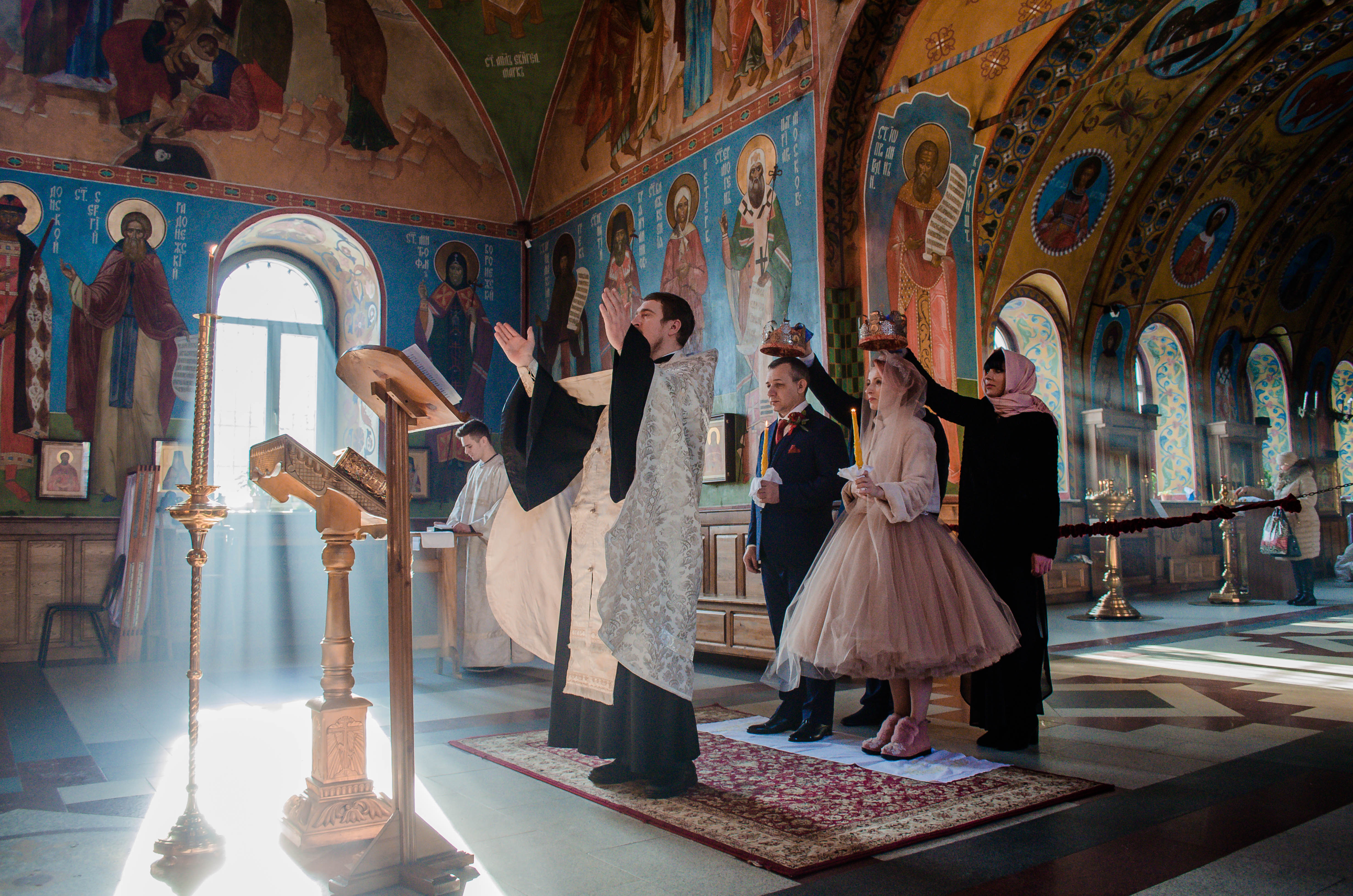
Ryskt-ortodoxt bröllop.

Inom de östliga ortodoxa kyrkorna är äktenskapet ett av de sju sakramenten.

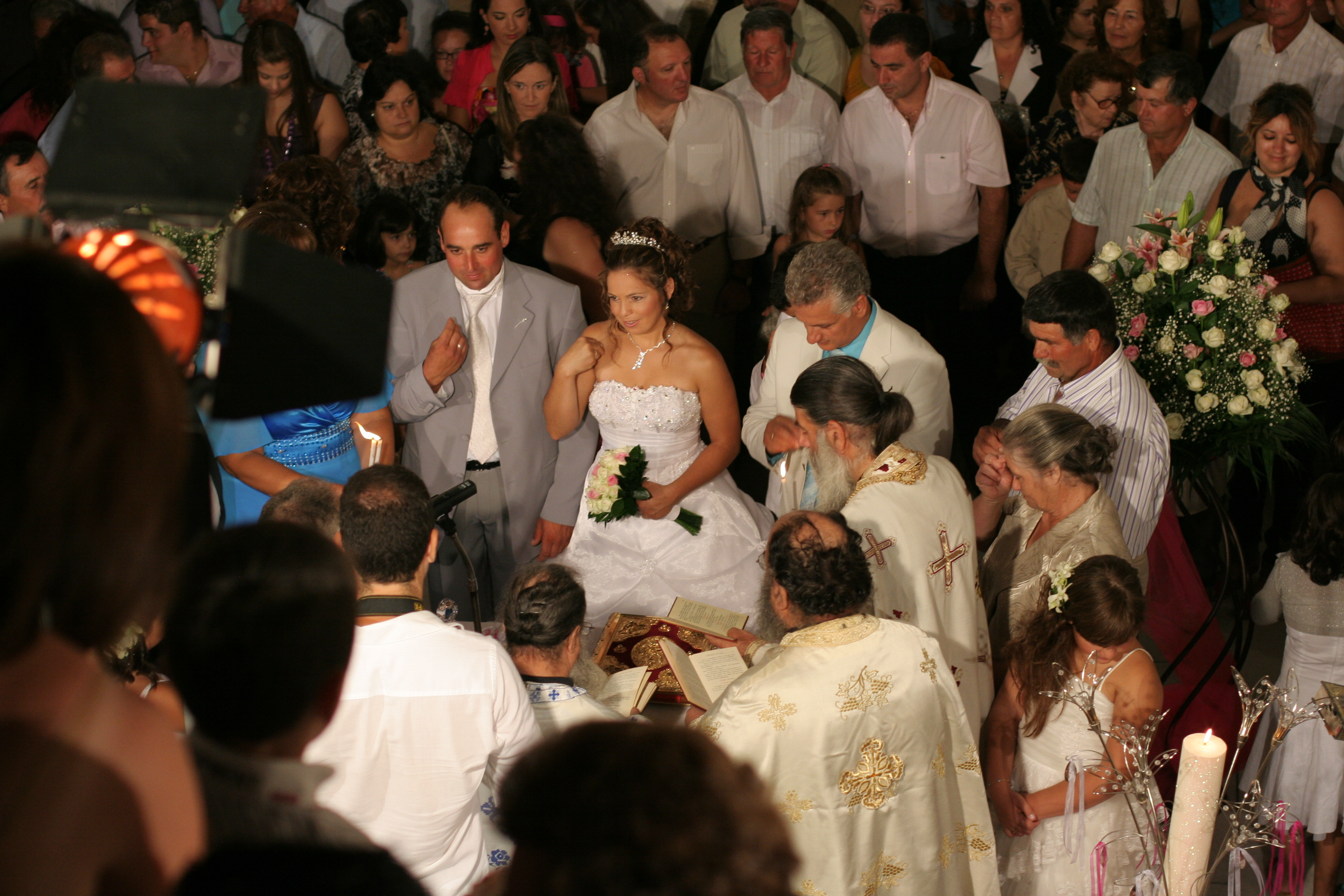
Grekiskt-ortodoxt bröllop.

## Vigseln
Ett östortodoxt vigselgudstjänst är uppdelat i två delar: Trolovningsriten och kröningsriten.

### Trolovningsriten
Under trolovningsriten börjar det först med att bröllopsparet byter ringar med varandra som en symbol för deras löfte att gå med ett äktenskap.
Senare välsignar prästen brudgummen och bruden med ringarna, tre gånger, och säger: "Guds tjänare (namn på brudgummen) är trolovad med (namn på bruden) i Faderns, Sonens och den Helige Andes namn." Han upprepar denna bön, fast först nämns bruden. Sedan placeras vigselringarna på de högra ringfingret.
Det finns också en sedvänja där paret brukar byta ringarna tre gånger.

### Kröningsriten
Kröningsriten är längre än trolovningsriten.

#### Ljus
I början får brudgummen och bruden ljus som de ska hålla i. Detta symbolerar att Jesus Kristus är världens ljus.

#### Hålla varandra i händerna
Sedan förenar prästen parets högra händer och ber: "O suveräne Herre, sträck ut Din hand från Din heliga boning och förena Din tjänare (namn på brudgummen) och Din tjänare (namn på bruden), för genom Dig är en hustru förenad med sin man. Förena dem i sinnets enhet; krön dem med äktenskap till ett kött; Ge dem livmoderns frukt och de gynnade barnens vinning."
Paret ska hålla varandra i handen ända till slutet av riten, då prästen ska skilja paret åt.

#### Kronor

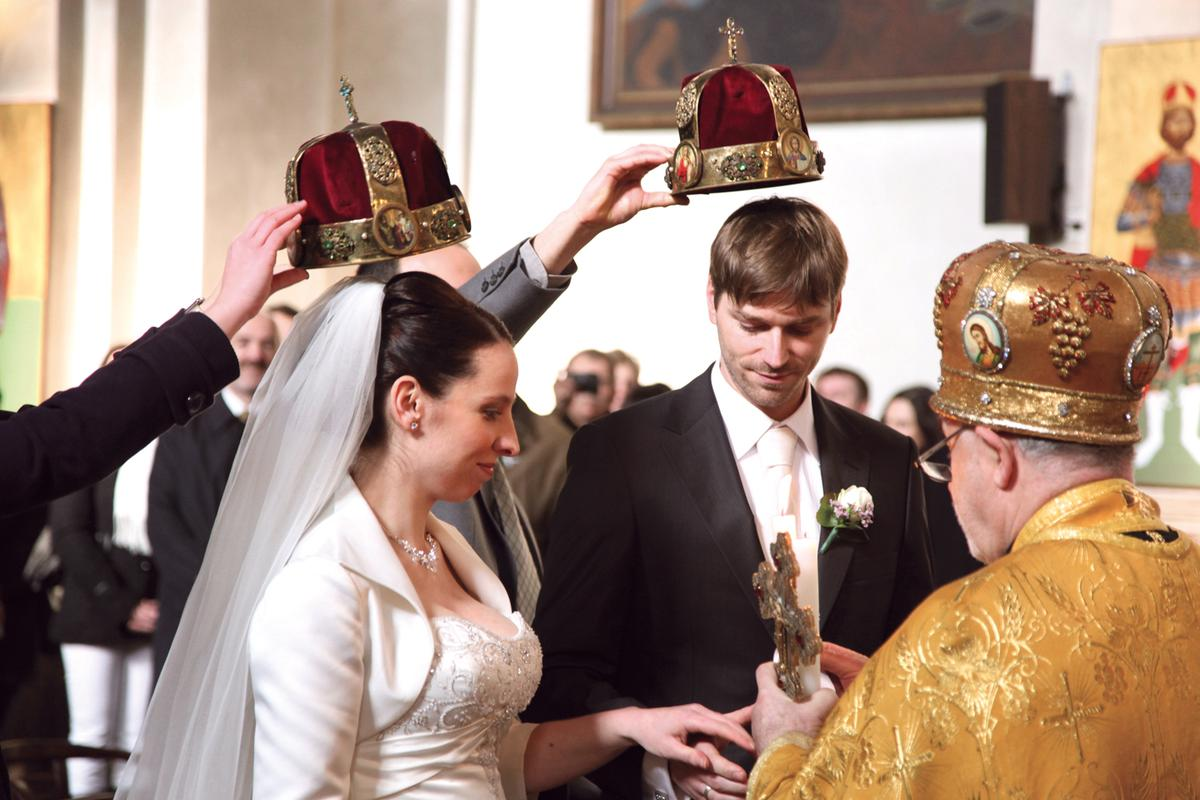
Kröningsrit i en rysk-ortodox kyrka.

Senare sätter prästen kronor på parets huvuden, efter att ha välsignat dem först. Inom den grekiska ortodoxin brukar kronorna vara bundna med ett band, som är ett symbol för parets förening.
Tre gånger säger prästen: "Guds tjänare (brudgummen) kröns till Guds tjänare (bruden) i Faderns, Sonens och den Helige Andes namn." Efteråt upprepar prästen denna bön, fast denna gång nämns bruden först.
Efteråt sungs en psalm vid namn "Herre vår Gud, krön dem med härlighet och ära". En sedvänja är att paret ska byta kronorna med varandra tre gånger.

#### Läsningar av bibelverser
Sedan brukar det läsas ur bibelverserna Efesierbrevet 5:20-33 och Johannesevangeliet 2:1-11.

#### Vin
Efter att prästen har bett Fader vår kommer paret att få vin.

#### Procession runt bordet
Efteråt ska prästen sjunga tre psalmer och leda paret runt ett bordet tre gånger.

#### Slutet
Förr brukade ett par bära på kronorna i åtta dagar efter giftermålet, men idag tar prästen av kronorna när ceremonin har avslutats. Efter att prästen ha välsignat paret ber han en bön.
Inom den grekiska ortodoxin finns en hälsning som lyder "Må de ha ett långt liv!" eller "Må du ha ett långt liv!".